# Liste der Nummer-eins-Hits in Ungarn (2009)
Dies ist eine Liste der Nummer-eins-Hits in Ungarn im Jahr 2009. Sie basiert auf der Rádiós Top 40 játszási lista  und der Top 40 album-, DVD- és válogatáslemez-lista der Magyar Hanglemezkiadók Szövetsége (Mahasz), dem ungarischen Vertreter der International Federation of the Phonographic Industry.

## Singles
| ← 2008 ← | Liste der Nummer-eins-Hits in Ungarn | Liste der Nummer-eins-Hits in Ungarn | Liste der Nummer-eins-Hits in Ungarn | 2010 →                    |
| \| Zeitraum \| Wo. ges. \| Interpret \| Titel Autor(en) \| Zusätzliche Informationen \| \| (Zeitraum, Wochen auf Platz eins, Interpret, Titel, Autor[en], zusätzliche Informationen) \| \| \| \| \| \| ----------------------------------------------------------------------------------------- \| -------- \| -------------------------------- \| -------------------------------------------------------------------------------------------------------------------------------------------------- \| ------------------------- \| \| 10. November 2008 – 1. Februar 2009 12 Wochen \| 12 \| Katy Perry \| I Kissed a Girl Cathy Dennis, Max Martin, Lukasz Gottwald, Katy Perry \| – \| \| 2. Februar 2009 – 17. Mai 2009 15 Wochen (insgesamt 22) \| 22 \| Katy Perry \| Hot n Cold Max Martin, Lukasz Gottwald, Katy Perry \| – \| \| 18. Mai 2009 – 31. Mai 2009 2 Wochen (insgesamt 7) \| 7 \| Kelly Clarkson \| My Life Would Suck Without You Max Martin, Lukasz Gottwald, Claude Kelly \| – \| \| 1. Juni 2009 – 7. Juni 2009 1 Woche (insgesamt 3) \| 3 \| Alesha Dixon \| The Boy Does Nothing Nick Coler, Miranda Cooper, Alesha Dixon, Brian Higgins, Kieran Rhys Jones, Timothy Powell, Jason Resch, Carla Marie Williams \| – \| \| 8. Juni 2009 – 28. Juni 2009 3 Wochen (insgesamt 7) \| 7 \| Kelly Clarkson \| My Life Would Suck Without You Max Martin, Lukasz Gottwald, Claude Kelly \| – \| \| 29. Juni 2009 – 5. Juli 2009 1 Woche (insgesamt 22) \| 22 \| Katy Perry \| Hot n Cold Max Martin, Lukasz Gottwald, Katy Perry \| – \| \| 6. Juli 2009 – 19. Juli 2009 2 Wochen (insgesamt 7) \| 7 \| Kelly Clarkson \| My Life Would Suck Without You Max Martin, Lukasz Gottwald, Claude Kelly \| – \| \| 20. Juli 2009 – 26. Juli 2009 1 Woche (insgesamt 22) \| 22 \| Katy Perry \| Hot n Cold Max Martin, Lukasz Gottwald, Katy Perry \| – \| \| 27. Juli 2009 – 2. August 2009 1 Woche (insgesamt 3) \| 3 \| Alesha Dixon \| The Boy Does Nothing Nick Coler, Miranda Cooper, Alesha Dixon, Brian Higgins, Kieran Rhys Jones, Timothy Powell, Jason Resch, Carla Marie Williams \| – \| \| 3. August 2009 – 23. August 2009 3 Wochen (insgesamt 22) \| 22 \| Katy Perry \| Hot n Cold Max Martin, Lukasz Gottwald, Katy Perry \| – \| \| 24. August 2009 – 30. August 2009 1 Woche (insgesamt 3) \| 3 \| Alesha Dixon \| The Boy Does Nothing Nick Coler, Miranda Cooper, Alesha Dixon, Brian Higgins, Kieran Rhys Jones, Timothy Powell, Jason Resch, Carla Marie Williams \| – \| \| 31. August 2009 – 13. September 2009 2 Wochen (insgesamt 22) \| 22 \| Katy Perry \| Hot n Cold Max Martin, Lukasz Gottwald, Katy Perry \| – \| \| 14. September 2009 – 20. September 2009 1 Woche (insgesamt 3) \| 3 \| Oceana \| Cry Cry Marcus Brosch, Anes Krpic, Oceana Mahlmann, Tobias Billius Neumann \| – \| \| 27. September 2009 – 4. Oktober 2009 2 Wochen \| 2 \| Katy Perry \| Waking Up in Vegas Desmond Child, Andreas Carlsson, Katy Perry \| – \| \| 5. Oktober 2009 – 11. Oktober 2009 1 Woche (insgesamt 3) \| 3 \| Oceana \| Cry Cry Marcus Brosch, Anes Krpic, Oceana Mahlmann, Tobias Billius Neumann \| – \| \| 12. Oktober 2009 – 22. November 2009 6 Wochen \| 6 \| David Guetta feat. Kelly Rowland \| When Love Takes Over Musik: Pierre David Guetta, Frédéric Riesterer; Text: Miriam Nervo, Olivia Nervo, Kelendria Rowland \| – \| \| 23. November 2009 – 20. Dezember 2009 4 Wochen (insgesamt 5) \| 5 \| Pussycat Dolls \| Hush Hush Dino Fekaris, Josef Larossi, Frederick Perren, Andreas Romdhane, Nicole Scherzinger, Ina Wroldsen \| – \| \| 21. Dezember 2009 – 27. Dezember 2009 1 Woche (insgesamt 4) \| 4 \| Robbie Williams \| Bodies Brandon Christy, Craig Russo, Robbie Williams \| – \| \| 28. Dezember 2009 – 3. Januar 2010 1 Woche (insgesamt 3) \| 3 \| Oceana \| Cry Cry Marcus Brosch, Anes Krpic, Oceana Mahlmann, Tobias Billius Neumann \| – \| |                                      |                                      | |                           |
| ← 2008 |                                      |                                      | | → 2010 →                  |
| Zeitraum | Wo. ges.                             | Interpret                            | Titel Autor(en) | Zusätzliche Informationen |
| (Zeitraum, Wochen auf Platz eins, Interpret, Titel, Autor[en], zusätzliche Informationen) |                                      |                                      | |                           |
| 10. November 2008 – 1. Februar 2009 12 Wochen | 12                                   | Katy Perry                           | I Kissed a Girl Cathy Dennis, Max Martin, Lukasz Gottwald, Katy Perry                                                                              | –                         |
| 2. Februar 2009 – 17. Mai 2009 15 Wochen (insgesamt 22) | 22                                   | Katy Perry                           | Hot n Cold Max Martin, Lukasz Gottwald, Katy Perry                                                                                                 | –                         |
| 18. Mai 2009 – 31. Mai 2009 2 Wochen (insgesamt 7) | 7                                    | Kelly Clarkson                       | My Life Would Suck Without You Max Martin, Lukasz Gottwald, Claude Kelly                                                                           | –                         |
| 1. Juni 2009 – 7. Juni 2009 1 Woche (insgesamt 3) | 3                                    | Alesha Dixon                         | The Boy Does Nothing Nick Coler, Miranda Cooper, Alesha Dixon, Brian Higgins, Kieran Rhys Jones, Timothy Powell, Jason Resch, Carla Marie Williams | –                         |
| 8. Juni 2009 – 28. Juni 2009 3 Wochen (insgesamt 7) | 7                                    | Kelly Clarkson                       | My Life Would Suck Without You Max Martin, Lukasz Gottwald, Claude Kelly                                                                           | –                         |
| 29. Juni 2009 – 5. Juli 2009 1 Woche (insgesamt 22) | 22                                   | Katy Perry                           | Hot n Cold Max Martin, Lukasz Gottwald, Katy Perry                                                                                                 | –                         |
| 6. Juli 2009 – 19. Juli 2009 2 Wochen (insgesamt 7) | 7                                    | Kelly Clarkson                       | My Life Would Suck Without You Max Martin, Lukasz Gottwald, Claude Kelly                                                                           | –                         |
| 20. Juli 2009 – 26. Juli 2009 1 Woche (insgesamt 22) | 22                                   | Katy Perry                           | Hot n Cold Max Martin, Lukasz Gottwald, Katy Perry                                                                                                 | –                         |
| 27. Juli 2009 – 2. August 2009 1 Woche (insgesamt 3) | 3                                    | Alesha Dixon                         | The Boy Does Nothing Nick Coler, Miranda Cooper, Alesha Dixon, Brian Higgins, Kieran Rhys Jones, Timothy Powell, Jason Resch, Carla Marie Williams | –                         |
| 3. August 2009 – 23. August 2009 3 Wochen (insgesamt 22) | 22                                   | Katy Perry                           | Hot n Cold Max Martin, Lukasz Gottwald, Katy Perry                                                                                                 | –                         |
| 24. August 2009 – 30. August 2009 1 Woche (insgesamt 3) | 3                                    | Alesha Dixon                         | The Boy Does Nothing Nick Coler, Miranda Cooper, Alesha Dixon, Brian Higgins, Kieran Rhys Jones, Timothy Powell, Jason Resch, Carla Marie Williams | –                         |
| 31. August 2009 – 13. September 2009 2 Wochen (insgesamt 22) | 22                                   | Katy Perry                           | Hot n Cold Max Martin, Lukasz Gottwald, Katy Perry                                                                                                 | –                         |
| 14. September 2009 – 20. September 2009 1 Woche (insgesamt 3) | 3                                    | Oceana                               | Cry Cry Marcus Brosch, Anes Krpic, Oceana Mahlmann, Tobias Billius Neumann                                                                         | –                         |
| 27. September 2009 – 4. Oktober 2009 2 Wochen | 2                                    | Katy Perry                           | Waking Up in Vegas Desmond Child, Andreas Carlsson, Katy Perry                                                                                     | –                         |
| 5. Oktober 2009 – 11. Oktober 2009 1 Woche (insgesamt 3) | 3                                    | Oceana                               | Cry Cry Marcus Brosch, Anes Krpic, Oceana Mahlmann, Tobias Billius Neumann                                                                         | –                         |
| 12. Oktober 2009 – 22. November 2009 6 Wochen | 6                                    | David Guetta feat. Kelly Rowland     | When Love Takes Over Musik: Pierre David Guetta, Frédéric Riesterer; Text: Miriam Nervo, Olivia Nervo, Kelendria Rowland                           | –                         |
| 23. November 2009 – 20. Dezember 2009 4 Wochen (insgesamt 5) | 5                                    | Pussycat Dolls                       | Hush Hush Dino Fekaris, Josef Larossi, Frederick Perren, Andreas Romdhane, Nicole Scherzinger, Ina Wroldsen                                        | –                         |
| 21. Dezember 2009 – 27. Dezember 2009 1 Woche (insgesamt 4) | 4                                    | Robbie Williams                      | Bodies Brandon Christy, Craig Russo, Robbie Williams                                                                                               | –                         |
| 28. Dezember 2009 – 3. Januar 2010 1 Woche (insgesamt 3) | 3                                    | Oceana                               | Cry Cry Marcus Brosch, Anes Krpic, Oceana Mahlmann, Tobias Billius Neumann                                                                         | –                         |

## Alben
| ← 2008 ← | Liste der Nummer-eins-Hits in Ungarn | Liste der Nummer-eins-Hits in Ungarn             | Liste der Nummer-eins-Hits in Ungarn | 2010 →                    |
| \| Zeitraum \| Wo. ges. \| Interpret \| Titel \| Zusätzliche Informationen \| \| (Zeitraum, Wochen auf Platz eins, Interpret, Titel, zusätzliche Informationen) \| \| \| \| \| \| ------------------------------------------------------------------------------ \| -------- \| ------------------------------------------------ \| ----------------------------------- \| ------------------------- \| \| 1. Dezember 2008 – 4. Januar 2009 5 Wochen (insgesamt 23) \| 23 \| (Soundtrack) \| Mamma Mia! \| – \| \| 5. Januar 2009 – 11. Januar 2009 1 Woche (insgesamt 2) \| 2 \| Dés, Bereményi, Básti, Cserhalmi, Kulka, Udvaros \| Férfi és nő \| – \| \| 12. Januar 2009 – 18. Januar 2009 1 Woche \| 1 \| (Soundtrack) \| Valami Amerika 2 \| – \| \| 19. Januar 2009 – 8. Februar 2009 3 Wochen (insgesamt 23) \| 23 \| (Soundtrack) \| Mamma Mia! \| – \| \| 9. Februar 2009 – 15. Februar 2009 1 Woche \| 1 \| Horgas Eszter \| Ő és Carmen \| – \| \| 16. Februar 2009 – 22. Februar 2009 1 Woche \| 1 \| Kiscsillag \| Örökre szívembe zártalak \| – \| \| 23. Februar 2009 – 29. März 2009 5 Wochen \| 5 \| U2 \| No Line on the Horizon \| – \| \| 30. März 2009 – 5. April 2009 1 Woche \| 1 \| Jean Michel Jarre \| Oxygen – 30th Anniversary \| – \| \| 6. April 2009 – 12. April 2009 1 Woche \| 1 \| Diana Krall \| Quiet Nights \| – \| \| 13. April 2009 – 3. Mai 2009 3 Wochen \| 3 \| Depeche Mode \| Sound of the Universe \| – \| \| 4. Mai 2009 – 24. Mai 2009 3 Wochen \| 3 \| Lord \| Szóljon a Lord – Best Of \| – \| \| 25. Mai 2009 – 7. Juni 2009 2 Wochen \| 2 \| Feke Pál \| Új világ vár! \| – \| \| 8. Juni 2009 – 28. Juni 2009 3 Wochen \| 3 \| Magna Cum Laude \| 999 \| – \| \| 29. Juni 2009 – 5. Juli 2009 1 Woche \| 1 \| Dream Theater \| Black Clouds & Silver Linings \| – \| \| 6. Juli 2009 – 12. Juli 2009 1 Woche \| 1 \| Michael Jackson \| Thriller – 25th Anniversary Edition \| – \| \| 13. Juli 2009 – 2. August 2009 3 Wochen (insgesamt 4) \| 4 \| (Musical) \| Szép nyári nap \| – \| \| 3. August 2009 – 16. August 2009 2 Wochen \| 2 \| Michael Jackson \| Essential Michael Jackson \| – \| \| 17. August 2009 – 23. August 2009 1 Woche (insgesamt 4) \| 4 \| (Musical) \| Szép nyári nap \| – \| \| 24. August 2009 – 30. August 2009 1 Woche \| 1 \| Kárpátia \| Szebb jövőt \| – \| \| 31. August 2009 – 6. September 2009 1 Woche \| 1 \| Leonard Cohen \| Greatest Hits \| – \| \| 7. September 2009 – 13. September 2009 1 Woche \| 1 \| Ossian \| Egyszer az életben \| – \| \| 14. September 2009 – 27. September 2009 2 Wochen \| 2 \| Karthago \| Időtörés \| – \| \| 28. September 2009 – 4. Oktober 2009 1 Woche \| 1 \| Ákos \| 40+ \| – \| \| 5. Oktober 2009 – 11. Oktober 2009 1 Woche \| 1 \| Hungarica \| Nincs más Föld, nincs más Ég \| – \| \| 12. Oktober 2009 – 25. Oktober 2009 2 Wochen \| 2 \| Tankcsapda \| Minden jót \| – \| \| 26. Oktober 2009 – 15. November 2009 3 Wochen \| 3 \| Michael Jackson \| This Is It (Soundtrack) \| – \| \| 16. November 2009 – 13. Dezember 2009 4 Wochen (insgesamt 5) \| 5 \| Bereczki Zoltán & Szinetár Dóra \| Duett Karácsony \| – \| \| 14. Dezember 2009 – 20. Dezember 2009 1 Woche \| 1 \| Andrea Bocelli \| My Christmas \| – \| \| 21. Dezember 2009 – 27. Dezember 2009 1 Woche (insgesamt 5) \| 5 \| Bereczki Zoltán & Szinetár Dóra \| Duett Karácsony \| – \| \| 28. Dezember 2009 – 3. Januar 2010 1 Woche (insgesamt 15) \| 15 \| Mága Zoltán \| A királyok hegedűse \| – \| |                                      |                                                  |                                      |                           |
| ← 2008 |                                      |                                                  |                                      | → 2010 →                  |
| Zeitraum | Wo. ges.                             | Interpret                                        | Titel                                | Zusätzliche Informationen |
| (Zeitraum, Wochen auf Platz eins, Interpret, Titel, zusätzliche Informationen) |                                      |                                                  |                                      |                           |
| 1. Dezember 2008 – 4. Januar 2009 5 Wochen (insgesamt 23) | 23                                   | (Soundtrack)                                     | Mamma Mia!                           | –                         |
| 5. Januar 2009 – 11. Januar 2009 1 Woche (insgesamt 2) | 2                                    | Dés, Bereményi, Básti, Cserhalmi, Kulka, Udvaros | Férfi és nő                          | –                         |
| 12. Januar 2009 – 18. Januar 2009 1 Woche | 1                                    | (Soundtrack)                                     | Valami Amerika 2                     | –                         |
| 19. Januar 2009 – 8. Februar 2009 3 Wochen (insgesamt 23) | 23                                   | (Soundtrack)                                     | Mamma Mia!                           | –                         |
| 9. Februar 2009 – 15. Februar 2009 1 Woche | 1                                    | Horgas Eszter                                    | Ő és Carmen                          | –                         |
| 16. Februar 2009 – 22. Februar 2009 1 Woche | 1                                    | Kiscsillag                                       | Örökre szívembe zártalak             | –                         |
| 23. Februar 2009 – 29. März 2009 5 Wochen | 5                                    | U2                                               | No Line on the Horizon               | –                         |
| 30. März 2009 – 5. April 2009 1 Woche | 1                                    | Jean Michel Jarre                                | Oxygen – 30th Anniversary            | –                         |
| 6. April 2009 – 12. April 2009 1 Woche | 1                                    | Diana Krall                                      | Quiet Nights                         | –                         |
| 13. April 2009 – 3. Mai 2009 3 Wochen | 3                                    | Depeche Mode                                     | Sound of the Universe                | –                         |
| 4. Mai 2009 – 24. Mai 2009 3 Wochen | 3                                    | Lord                                             | Szóljon a Lord – Best Of             | –                         |
| 25. Mai 2009 – 7. Juni 2009 2 Wochen | 2                                    | Feke Pál                                         | Új világ vár!                        | –                         |
| 8. Juni 2009 – 28. Juni 2009 3 Wochen | 3                                    | Magna Cum Laude                                  | 999                                  | –                         |
| 29. Juni 2009 – 5. Juli 2009 1 Woche | 1                                    | Dream Theater                                    | Black Clouds & Silver Linings        | –                         |
| 6. Juli 2009 – 12. Juli 2009 1 Woche | 1                                    | Michael Jackson                                  | Thriller – 25th Anniversary Edition  | –                         |
| 13. Juli 2009 – 2. August 2009 3 Wochen (insgesamt 4) | 4                                    | (Musical)                                        | Szép nyári nap                       | –                         |
| 3. August 2009 – 16. August 2009 2 Wochen | 2                                    | Michael Jackson                                  | Essential Michael Jackson            | –                         |
| 17. August 2009 – 23. August 2009 1 Woche (insgesamt 4) | 4                                    | (Musical)                                        | Szép nyári nap                       | –                         |
| 24. August 2009 – 30. August 2009 1 Woche | 1                                    | Kárpátia                                         | Szebb jövőt                          | –                         |
| 31. August 2009 – 6. September 2009 1 Woche | 1                                    | Leonard Cohen                                    | Greatest Hits                        | –                         |
| 7. September 2009 – 13. September 2009 1 Woche | 1                                    | Ossian                                           | Egyszer az életben                   | –                         |
| 14. September 2009 – 27. September 2009 2 Wochen | 2                                    | Karthago                                         | Időtörés                             | –                         |
| 28. September 2009 – 4. Oktober 2009 1 Woche | 1                                    | Ákos                                             | 40+                                  | –                         |
| 5. Oktober 2009 – 11. Oktober 2009 1 Woche | 1                                    | Hungarica                                        | Nincs más Föld, nincs más Ég         | –                         |
| 12. Oktober 2009 – 25. Oktober 2009 2 Wochen | 2                                    | Tankcsapda                                       | Minden jót                           | –                         |
| 26. Oktober 2009 – 15. November 2009 3 Wochen | 3                                    | Michael Jackson                                  | This Is It (Soundtrack)              | –                         |
| 16. November 2009 – 13. Dezember 2009 4 Wochen (insgesamt 5) | 5                                    | Bereczki Zoltán & Szinetár Dóra                  | Duett Karácsony                      | –                         |
| 14. Dezember 2009 – 20. Dezember 2009 1 Woche | 1                                    | Andrea Bocelli                                   | My Christmas                         | –                         |
| 21. Dezember 2009 – 27. Dezember 2009 1 Woche (insgesamt 5) | 5                                    | Bereczki Zoltán & Szinetár Dóra                  | Duett Karácsony                      | –                         |
| 28. Dezember 2009 – 3. Januar 2010 1 Woche (insgesamt 15) | 15                                   | Mága Zoltán                                      | A királyok hegedűse                  | –                         |